# 健球

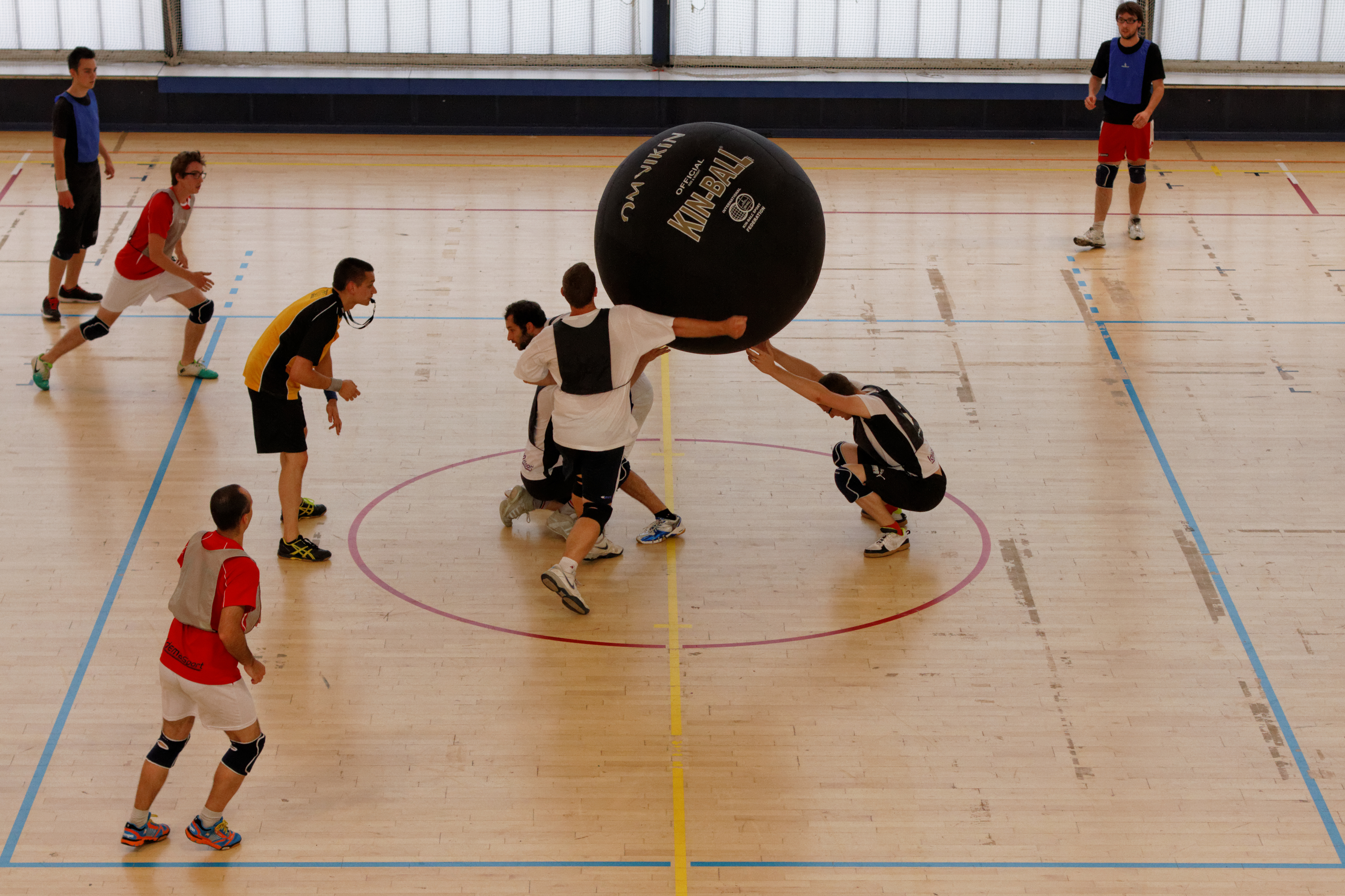
黑隊即將擊球。

健球（英語：Kin-Ball），是1986年由加拿大魁北克體育教授馬里奧·德梅斯（Mario Demers）創立的團體運動，其中主要的特色是使用直徑1.22米尺寸的大球，並且比賽中三支球隊在球場上同時代替傳統的一對一，就像大多數球隊比賽一樣。目前國際健球聯合會總共有380萬參與者，主要來自加拿大、美國、日本、比利時、法國、瑞士、西班牙、德國、丹麥、捷克共和國、馬來西亞、中國及香港。而最新的國家隊是英國隊，成立於2018年。

## 详细資料
健球球體直徑：1.22公尺（48英寸）
健球球體重量：1公斤（2.2磅）
球場尺寸：20×20米（約66×66尺）（包括球場界線的寬度在內）
每場比賽上場需要有三支球隊。
一支球隊球員人需滿四人。
健球官方團隊的顏色有：黑色、灰色和藍色（有時會使用粉紅色而不是藍色）。
擁有球權是進攻隊伍。為了發揮作用，進攻隊伍將通過調出他們的顏色來指定一個防守球隊。該名稱必須從聲明“Omnikin！”開始。 其次是另一支球隊的顏色。必須打最高分的那隊。在指定之後，球必須在臀部以上的身體部位被擊中有算，而進攻隊伍的所有其他成員以某種方式接觸球。如果防守隊伍成功抄到球，就成為進攻隊伍。
通常進行健球比賽，直到一支球隊贏得三節。每節大約進行10分鐘。當一支球隊在一段時間內得分取得9分時，得分最少的球隊必須離開球場，剩下的兩支球隊一直打到一支球隊達到11分為止。
球員可以在比賽中犯下一系列犯規：
1. 在接觸地面之前無法接球。
2. 在接觸球時擊球出界或踩出界外球。
3. 在第三名球員在比賽中接觸到球後帶球走路。
4. 以向下的軌跡擊球。
5. 擊球不到1.8米（60英寸）。
6. 並非所有球隊的球員都與球接觸。
7. 在顏色公告期間出錯（錯誤的顏色，多位球員說話等）。
8. 在擊中之後1.8米內有超過1名球員（近距離防守）。
9. 故意干擾防守球員。

每當球隊犯規時，其他兩支球隊各獲得1分。這可以確保技能水平較低的隊伍保持在比賽中。只要他們不連續犯下過多的犯規。

## 國際比賽
第一屆世界盃於2001年在加拿大魁北克舉行。自2005年以來，每兩年舉辦一次的女子組和男子組國家隊。由2019年國際健球聯盟（International Kin-Ball Federation, IKBF），決定更改為每三年舉辦一次的女子組和男子組國家隊。

### 男子組
| 年份 | 主辦城市          | 金牌   | 銀牌   | 銅牌   |
| ---- | ----------------- | ------ | ------ | ------ |
| 2001 | 魁北克            | 加拿大 | 日本   | 比利時 |
| 2002 | 魁北克            | 加拿大 | 日本   | 法國   |
| 2005 | 昂斯              | 加拿大 | 日本   | 法國   |
| 2007 | 畢爾包            | 加拿大 | 日本   | 法國   |
| 2009 | 三河市            | 加拿大 | 比利時 | 日本   |
| 2011 | 南特              | 加拿大 | 日本   | 法國   |
| 2013 | 珀潘斯特爾        | 加拿大 | 日本   | 比利時 |
| 2015 | 托雷洪-德阿爾多斯 | 日本   | 法國   | 捷克   |
| 2017 | 東京              | 加拿大 | 日本   | 捷克   |
| 2019 | 萊斯蓬特德塞      | 加拿大 | 法國   | 日本   |

### 女子組
| 年份 | 主辦城市          | 金牌   | 銀牌 | 銅牌   |
| ---- | ----------------- | ------ | ---- | ------ |
| 2001 | 魁北克            | 加拿大 | 日本 | 比利時 |
| 2002 | 魁北克            | 加拿大 | 日本 | 法國   |
| 2005 | 昂斯              | 加拿大 | 日本 | 法國   |
| 2007 | 畢爾包            | 加拿大 | 日本 | 法國   |
| 2009 | 三河市            | 加拿大 | 法國 | 日本   |
| 2011 | 南特              | 加拿大 | 日本 | 瑞士   |
| 2013 | 珀潘斯特爾        | 加拿大 | 日本 | 比利時 |
| 2015 | 托雷洪-德阿爾多斯 | 加拿大 | 日本 | 法國   |
| 2017 | 東京              | 加拿大 | 日本 | 法國   |
| 2019 | 萊斯蓬特德塞      | 加拿大 | 捷克 | 日本   |

## 外部連結
- International Kin-Ball Federation （页面存档备份，存于） （英文）（法文）
- USA KIN-BALL Sport Web Site （英文）
- Al Mayrit (Spanish Kin-Ball Team) （西班牙文）
- 香港健球總會 （页面存档备份，存于） （繁體中文）
- 香港共融健球盃 （页面存档备份，存于） （繁體中文）